# مخطط لبنان
|           |  |                       |
| علم لبنان |  | شعار النبالة في لبنان |

موقع لبنان

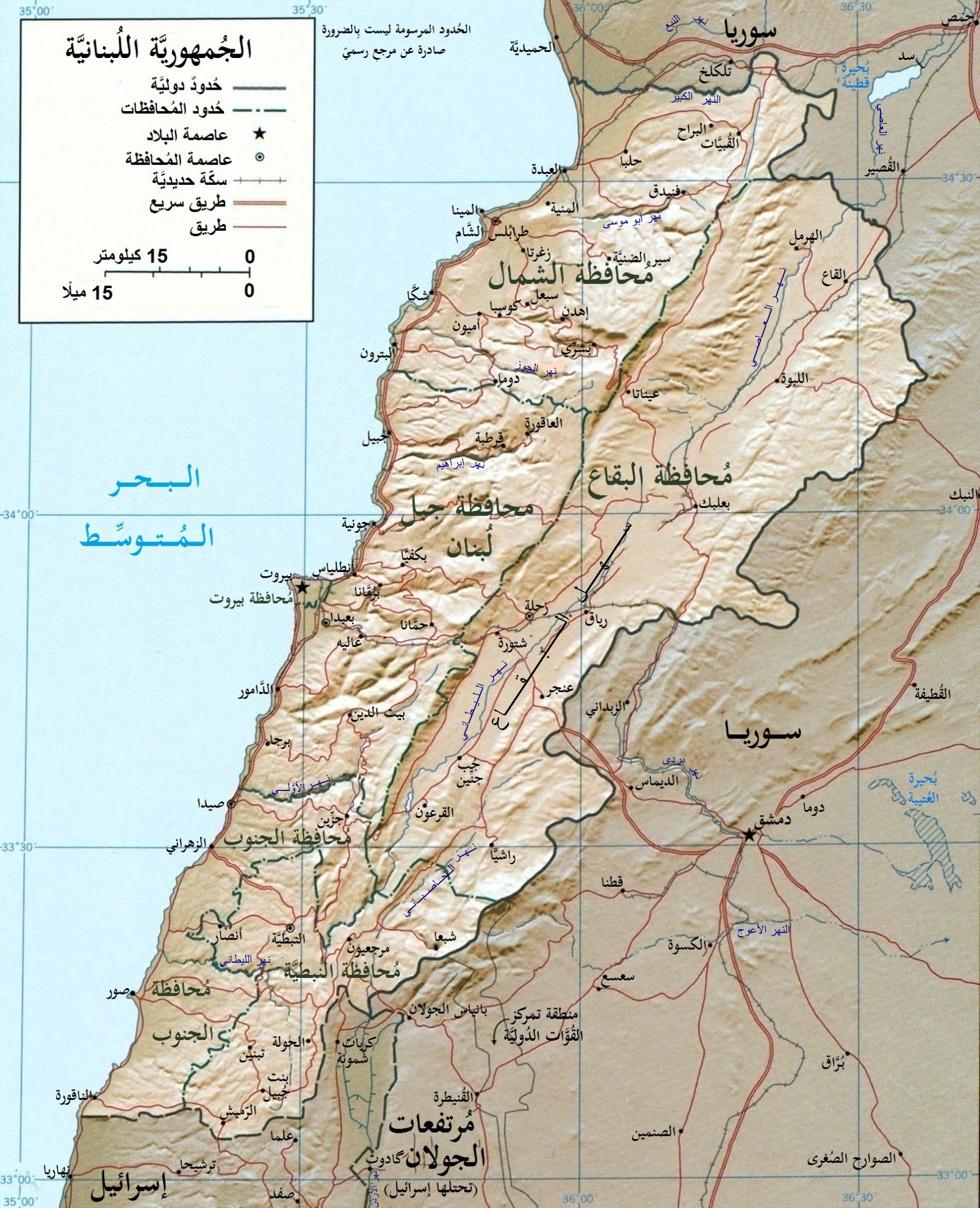
خريطة الإغاثة الموسعة للجمهورية اللبنانية

يتم توفير المخطط التالي كعرض عام ودليل موضعي للبنان:
لبنان – دولة ذات سيادة تقع على طول الحافة الشرقية للبحر الأبيض المتوسط في جنوب غرب آسيا والشرق الأوسط . للبنان، بسبب تنوعه الطائفي المتوتر، نظام سياسي فريد، يُعرف باسم الطائفية، حيث يتم تخصيص عدد ثابت من المقاعد لكل مجموعة دينية في البرلمان. تمتعت البلاد بفترة من الهدوء والازدهار النسبي قبل الحرب الأهلية اللبنانية المدمرة من 1975 إلى 1990. في عام 2005 ، أنهت موجة من المظاهرات المعروفة باسم ثورة الأرز الاحتلال السوري للبنان الذي دام 30 عامًا. بحلول أوائل عام 2006 ، كان قد تحقق قدر كبير من الاستقرار في جميع أنحاء البلاد، وكانت إعادة إعمار بيروت قد اكتملت تقريبًا،  ولكن حرب 2006 المنهكة والصراع الداخلي تسبب في أضرار اقتصادية كبيرة وخسائر في الأرواح. لقد أظهر لبنان مرونة ملحوظة في الركود في أواخر 2000 .

## مرجع عام
- النطق :
- اسم البلد الإنجليزي الشائع: لبنان

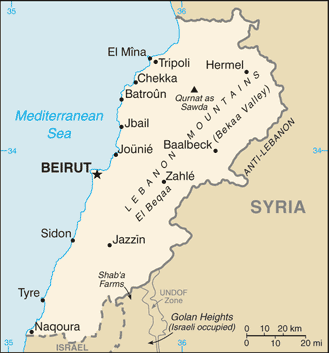
خريطة أساسية موسعة للبنان

- اسم البلد الرسمي باللغة الإنجليزية: الجمهورية اللبنانية أو الجمهورية اللبنانية
- الأسماء الشائعة:
- الأسماء (الأسماء) الرسمية:
- الصفة : لبنانية
- المجهول : لبناني
- أصل الكلمة : اسم لبنان
- التصنيف العالمي للبنان
- رموز البلدان ISO : LB ، لبنان، 422
- رموز منطقة ISO : انظر ISO 3166-2: LB
- نطاق المستوى الأعلى لرمز بلد الإنترنت : .lb

## جغرافيا لبنان
جغرافيا لبنان
- لبنان بلد
- موقعك

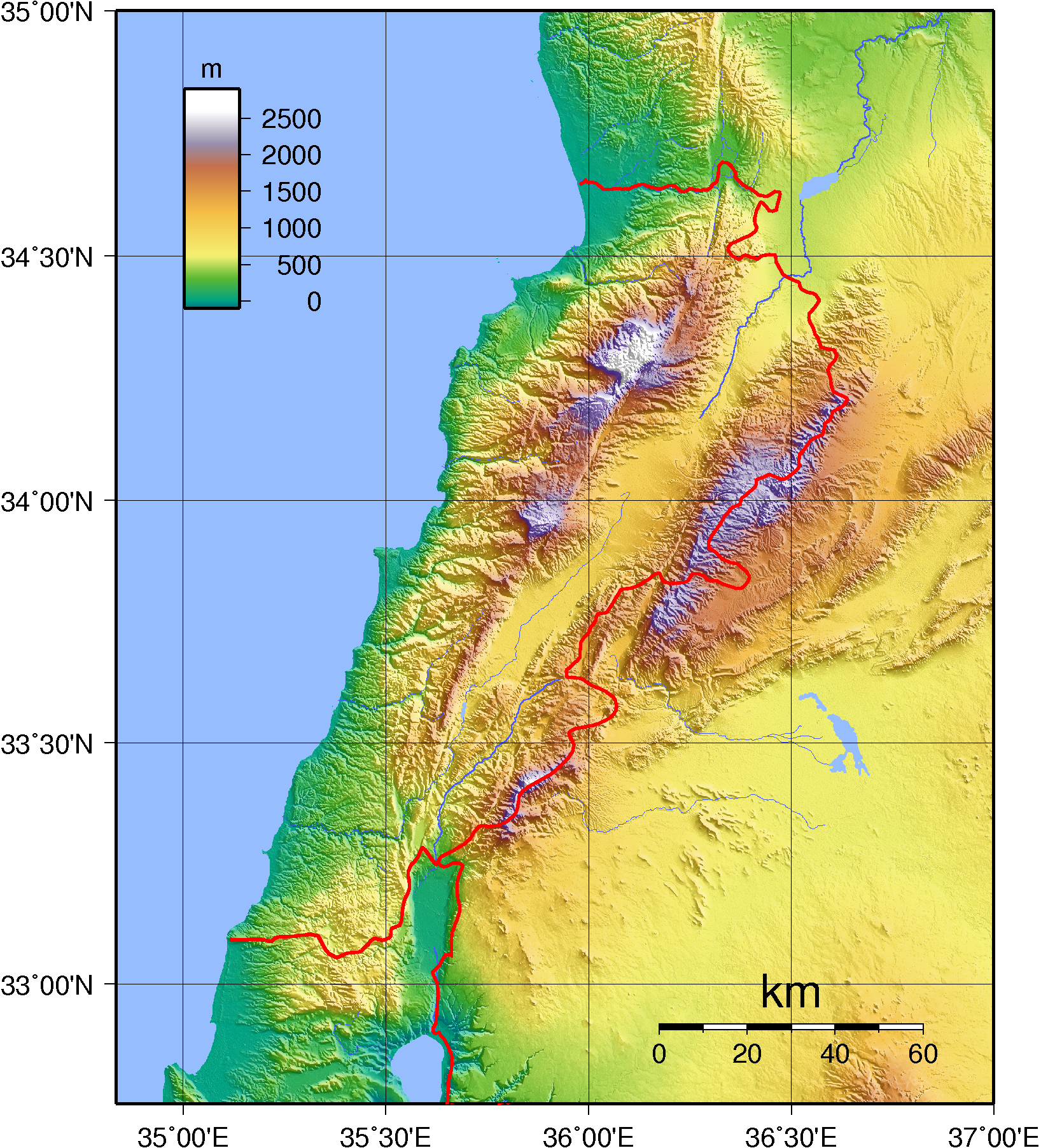
خريطة طبوغرافية موسعة للبنان

  - نصف الكرة الشمالي ونصف الكرة الشرقي
  - أوراسيا
    - آسيا
      - جنوب غرب اسيا
        - الشاطئ الشرقي للبحر الأبيض المتوسط

  - الشرق الأوسط
    - بلاد الشام

  - المنطقة الزمنية : توقيت أوروبا الشرقية ( UTC + 02 ) ، التوقيت الصيفي لأوروبا الشرقية ( UTC + 03 )
  - النقاط القصوى للبنان
    - عالية: القرنة كسودة 3,088 متر (10,131 قدم)
    - منخفضة: البحر الأبيض المتوسط 0 م

  - الحدود البرية: 454   كم

وصلة=|حدود  سوريا 375 كم
فلسطين 79 كم
- الشريط الساحلي: البحر الأبيض المتوسط 225 كم

- سكان لبنان : 4,099,000 - البلد 123 الأكثر اكتظاظاً بالسكان
- منطقة لبنان: 10,452   كم 2
- أطلس لبنان

### بيئة لبنان

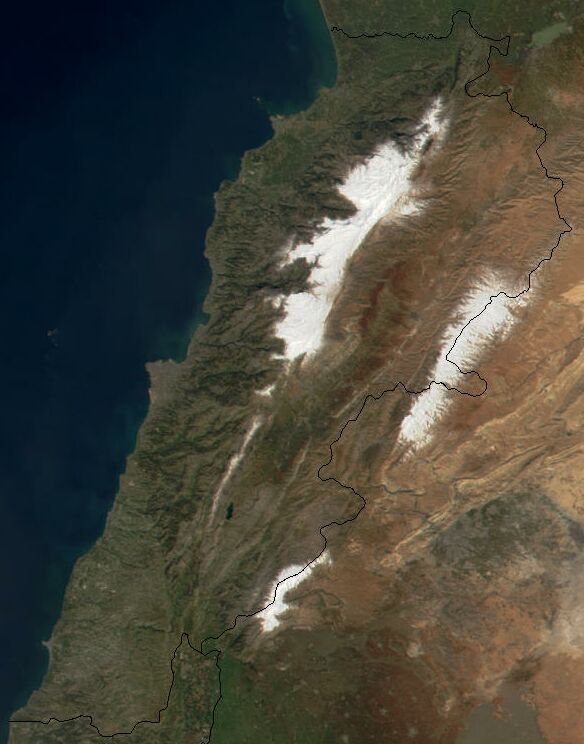
صورة فضائية مكبرة للبنان

- مناخ لبنان
- الطاقة المتجددة في لبنان
- جيولوجيا لبنان
- المناطق المحمية في لبنان
  - محميات المحيط الحيوي في لبنان
  - الحدائق الوطنية في لبنان
- الحياة البرية في لبنان
  - حيوانات لبنان
    - طيور لبنان
    - ثدييات لبنان

#### المعالم الجغرافية الطبيعية للبنان
- الأنهار الجليدية في لبنان
- جزر لبنان
- بحيرات لبنان
- جبال لبنان
  - البراكين في لبنان
- أنهار لبنان
  - شلالات لبنان
- وديان لبنان
- قائمة مواقع التراث العالمي في لبنان

### مناطق لبنان
مناطق لبنان

#### المناطق البيئية في لبنان
قائمة المناطق البيئية في لبنان
- المناطق البيئية في لبنان

#### التقسيمات الإدارية في لبنان
التقسيمات الإدارية في لبنان
- محافظات لبنان
  - محافظات لبنان
    - بلديات لبنان

##### محافظات لبنان
محافظات لبنان
محافظات لبنان

##### بلديات لبنان
بلديات لبنان
- عاصمة لبنان: بيروت
- مدن لبنان

### ديموغرافيا لبنان
التركيبة السكانية للبنان
- المعاقين في لبنان
  - الاتحاد اللبناني للمعاقين جسديا

### جيران لبنان
- سوريا - من الشمال والشرق
- منطقة فلسطين ( إسرائيل ) - إلى الجنوب

## الحكومة والسياسة في لبنان
سياسة لبنان
- شكل الحكومة :
- عاصمة لبنان: بيروت
- الانتخابات في لبنان
  - الانتخابات العامة اللبنانية ، 2005
  - الانتخابات العامة اللبنانية ، 2009
- الأحزاب السياسية في لبنان

### فروع الحكومة اللبنانية
حكومة لبنان

#### السلطة التنفيذية للحكومة اللبنانية
- رئيس الدولة : رئيس لبنان ، ميشال عون
- رئيس الحكومة : رئيس وزراء لبنان ، سعد الحريري
- برلمان لبنان : برئاسة رئيس مجلس النواب نبيه بري

#### السلطة التشريعية للحكومة اللبنانية
- برلمان لبنان: مجلس النواب ( مجلس واحد )

#### الفرع القضائي للحكومة اللبنانية
نظام المحاكم اللبناني

### العلاقات الخارجية للبنان
العلاقات الخارجية للبنان
- البعثات الدبلوماسية في لبنان
- البعثات الدبلوماسية في لبنان

#### عضوية المنظمة الدولية
الجمهورية اللبنانية عضو في:
| - المصرف العربي للتنمية الاقتصادية في أفريقيا (ABEDA) - Arab Fund for Economic and Development (AFESD) - صندوق النقد العربي (AMF) - منظمة الأغذية والزراعة (FAO) - مجموعة ال24 (G24) - مجموعة ال77 (G77) - الوكالة الدولية للطاقة الذرية (IAEA) - البنك الدولي للإنشاء والتعمير (IBRD) - غرفة التجارة الدولية (ICC) - منظمة الطيران المدني الدولي (ICAO) - منظمة الشرطة الجنائية الدولية (Interpol) - مؤسسة التنمية الدولية (IDA) - الاتحاد الدولي لجمعيات الصليب الأحمر والهلال الأحمر (IFRCS) - مؤسسة التمويل الدولية (IFC) - الصندوق الدولي للتنمية الزراعية (IFAD) - منظمة العمل الدولية (ILO) - المنظمة البحرية الدولية (IMO) - المنظمة الدولية للأتصالات عبر الأقمار الصناعية المتنقلة (IMSO) - صندوق النقد الدولي (IMF) - اللجنة الأولمبية الدولية (IOC) - المنظمة الدولية للمعايير (ISO) - الحركة الدولية للصليب الأحمر والهلال الأحمر (ICRM) - الاتحاد الدولي للاتصالات (ITU) - المنظمة الدولية للأتصالات الفضائية (ITSO) | - الاتحاد البرلماني الدولي (IPU) - البنك الإسلامي للتنمية (IDB) - جامعة الدول العربية (LAS) - وكالة ضمان الاستثمار متعدد الأطراف (MIGA) - حركة عدم الانحياز (NAM) - المنظمة الدولية للفرنكوفونية (OIF) - منظمة التعاون الإسلامي (OIC) - منظمة الدول الأمريكية (OAS) (observer) - محكمة التحكيم الدائمة (PCA) - الأمم المتحدة (UN) - مؤتمر الأمم المتحدة للتجارة والتنمية (UNCTAD) - يونسكو (UNESCO) - المفوضية السامية للأمم المتحدة لشؤون اللاجئين (UNHCR) - منظمة الأمم المتحدة للتنمية الصناعية (UNIDO) - وكالة الأمم المتحدة لإغاثة وتشغيل اللاجئين الفلسطينيين (UNRWA) - الاتحاد البريدي العالمي (UPU) - المنظمة العالمية للجمارك (WCO) - الاتحاد العالمي لنقابات العمال ‏ (WFTU) - منظمة الصحة العالمية (WHO) - المنظمة العالمية للملكية الفكرية (WIPO) - المنظمة العالمية للأرصاد الجوية (WMO) - منظمة السياحة العالمية (UNWTO) - منظمة التجارة العالمية (WTO) (observer) |

### القانون والنظام في لبنان
قانون لبنان
- دستور لبنان
- الجريمة في لبنان
- حقوق الانسان في لبنان
  - حقوق المثليين في لبنان
  - حرية الدين في لبنان
- تطبيق القانون في لبنان

### جيش لبنان
جيش لبنان
- أمر
  - القائد العام : جان قهوجي
    - وزارة الدفاع الوطني
- القوات
  - جيش لبنان
  - البحرية اللبنانية
  - سلاح الجو اللبناني
  - القوات الخاصة اللبنانية
- التاريخ العسكري للبنان
- الرتب العسكرية في لبنان  [لغات أخرى]‏

### الحكم المحلي في لبنان
الحكم المحلي في لبنان

## تاريخ لبنان
- التاريخ الاقتصادي للبنان
- التاريخ العسكري للبنان

## ثقافة لبنان
ثقافة لبنان
عمارة لبنان المطبخ اللبناني
الأقليات العرقية في لبنان مهرجانات في لبنان
لغات لبنان الإعلام في لبنان
المتاحف في لبنان الرموز الوطنية للبنان
- شعار النبالة في لبنان
- علم لبنان
- النشيد الوطني اللبناني

شعب لبنان الدعارة في لبنان
العطلات الرسمية في لبنان سجلات لبنان
الديانة في لبنان
- الأرمن في لبنان
- البوذية في لبنان
- المسيحية في لبنان
- الدروز في لبنان
- الهندوسية في لبنان
- الإسلام في لبنان
- اليهودية في لبنان
- السيخية في لبنان

قائمة مواقع التراث العالمي في لبنان

### الفن في لبنان
الفن في لبنان سينما لبنان
أدب لبنان موسيقى لبنان
التلفزيون في لبنان المسرح في لبنان

### الرياضة في لبنان
الرياضة في لبنان
- كرة القدم في لبنان
- لبنان في الأولمبياد

## الاقتصاد والبنية التحتية للبنان
اقتصاد لبنان
- المرتبة الاقتصادية ، حسب الناتج المحلي الإجمالي الاسمي (2007) : المرتبة 85 (الخامسة والثمانون)
- الزراعة في لبنان
- المصرفية في لبنان
  - بنك لبنان الوطني : بنك لبنان
- الاتصالات في لبنان
  - الانترنت في لبنان
- شركات لبنان
- عملة لبنان : الجنيه
  - ISO 4217 : LBP
- التاريخ الاقتصادي للبنان
- الطاقة في لبنان
  - سياسة الطاقة في لبنان
  - صناعة النفط في لبنان
- الرعاية الصحية في لبنان
- التعدين في لبنان
- البورصة الوطنية اللبنانية: بورصة بيروت
- السياحة في لبنان
- النقل في لبنان
  - المطارات في لبنان
  - النقل بالسكك الحديدية في لبنان
  - الطرق في لبنان
- إمدادات المياه والصرف الصحي في لبنان

## التعليم في لبنان
التعليم في لبنان

## روابط خارجية
أطلس ويكيميديا حول Lebanon
| General information - Lebanon at كتاب حقائق العالم - LibanVote (comprehensive electoral database) - US State Department - Lebanon includes Background Notes, Country Study and major reports News - OTV - Al-Manar TV - AnNahar newspaper (بالعربية) - L'Orient-Le Jour (Lebanese daily newspaper in French) (بالفرنسية) - Future TV - Liban Press (Lebanese news headlines) (بالعربية) (بالإنجليزية) (بالفرنسية) - Liban3000.com - Lebanese Tag (بالعربية)(بالإنجليزية) - Ya Libnan (بالإنجليزية) - NOW Lebanon (بالعربية)(بالإنجليزية) - United Nations - Mehlis Report official report of the investigation into Rafiq al-Hariri's assassination Government - The Lebanese Governmental Portal for Information & Forms - Official site of the President of the Lebanese Republic - Official site of The Lebanese Parliament (بالعربية)(بالفرنسية) - Central Administration for Statistics - The Lebanese Armed Forces - Ministry of Tourism نسخة محفوظة 13 يناير 2008 على موقع واي باك مشين. - Internal Security Forces - Lebanon Customs site - Central Bank of Lebanon - Beirut Stock Exchange - Permanent Mission of Lebanon to the United Nations Non-Governmental Organizations - The Center for Democracy in Lebanon | Web portals - Lebanon tourism guide Lebanon panorama tours - Lebanese White Pages - www.lebconnection.com Business networking site for the Lebanese community - Naharnet - Lebanese Tag News and events from Lebanon - Ya Libnan Live news from Beirut - LebMoon.Com Arabic Lebanese Forum - LSCCB — Lebanese Society for Children Capacity Building Culture and education - UNESCO World Heritage Sites in Lebanon - Al-Bustan Festival, Beit Meri - Baalbek Festival - Beiteddine Festival - Tyre Festival نسخة محفوظة 27 أبريل 2016 على موقع واي باك مشين. - Byblos Festival - Lebanese Cultural Journal - The National Museum of Beirut Festivals - Baalbeck - Beiteddine - Byblos - Tyre نسخة محفوظة 27 أبريل 2016 على موقع واي باك مشين. - Deir el Qamar نسخة محفوظة 5 مارس 2016 على موقع واي باك مشين. Travel and Tourism - Libanon-Reise.de - German website with travel information about Lebanon - Ministry of Tourism نسخة محفوظة 7 يناير 2019 على موقع واي باك مشين. - Official website of the Lebanese Ministry of Tourism - Lebanon, the Cedars' Land - Clickable Maps of Lebanon in 7 Languages with famous historic and touristic cities. |